# Brine
 (octobre 2024).
La Brine ou Brinaz est une rivière du massif du Jura et de la plaine de l'Orbe dans le canton de Vaud, en Suisse.

## Hydronymie
La Brine tire son nom du verbe francoprovençal brinnâ signifiant bruire. Le nom apparaît la première fois en 1343 sous la forme Breynna. Les formes modernes Brinaz et Brinnaz sont attestées en 1906.

## Géographie
La Brine est une rivière de 9 km qui naît tout à l'est de Champvent au lieu-dit Les Marches dans le Pied du Jura entre Baulmes et Vuitebœuf. Elle entre directement dans la forêt de la Longeraie ou après avoir coulé sur environ 450 m elle est canalisée sur environ 90 m. C'est le seul tronçon sur l'entièreté de son parcours où elle ne coule pas à l'air libre. Après avoir rejoint le Grand Bois de Champvent et le Bois de l'étang, où elle reçoit les eaux de deux petits ruisseaux sur sa rive gauche. Le premier est le ruisseau de la Râpe et le second le ruisseau des Crêts. elle marque à deux reprises la limite communale entre les communes de Champvent et Vuiteboeuf. Dans un tracé sinueux elle passe au lieu-dit le Clos des Ponts où elle coule sous deux ponts dont un en Bois au-dessus de la localité d'Essert-sous-Champvent et lorsqu'elle en ressort, elle marque la limite entre les communes de Valeyres-sous-Montagny et Montagny-près-Yverdon. Sa rive droite est alors très abrupte jusqu'au viaduc de la Brine de l'autoroute A5 alors que sa rive gauche reçoit les eaux du ruisseau des Vernes, dont la dernière portion a été remise au jour en 2017, au lieu-dit des Fontanalles juste avant le village de Valeyres-sous-Montagny. Ce tracé est du à une anomalie gravifique résiduelle. Après le viaduc, la rivière traverse une zone agricole où elle y a subi une correction de son lit entre 2015 et 2021 jusqu'aux 280 derniers mètres où elle entre dans la réserve naturelle de Grandson jusqu'à son embouchure dans le lac de Neuchâtel.
Elle marque la limite nord de la plaine de l'Orbe. Au-delà se trouve le pied du Jura.

### Aménagements
Comme pour le reste de la plaine de l'Orbe, la Brine était canalisée dans sa partie basse jusqu'à son embouchure à la suite des deux corrections des eaux du Jura et du plan Wahlen,. En 2010, après une étude de faisabilité, elle subit une revitalisation de son embouchure sur la commune de Grandson. Celle-ci permet à la fois d'obtenir une zone naturelle agrandie en diversifiant les milieux favorables à la faune et à la flore tout en restaurant la dynamique alluviale et en écrêtant les crues. Les travaux ont coûté 98 000 CHF. Cinq ans plus tard, la rivière est à nouveau renaturée. Cette fois-ci depuis la sortie de Valeyres-sous-Montagny. Cela représente des travaux plus importants se chiffrant à 10 000 000 CHF.

### Hydrologie
À la gare de la Brinaz à Valeyres-sous-Montagny, le débit annuel moyen de la Brine est de 0,145 m3/s pour la période de 2017 à 2020. Le débit journalier moyen le plus élevé est atteint le 23 janvier 2018 avec 8,553 m3/s. Le débit minimum moyen journalier lui a été mesuré en le 7 mai 2018 avec 0,008 m3/s.

## Faune
Concernant la faune piscicole, les truites sont présentes dans la partie amont de son cours d'eau, là où la vie piscicole y est possible. En 2022, l'État de Vaud recense la capture de 5 truites de plus de 24 centimètres. Elle offre plusieurs sites servant de frayères à la truite. 
En plus des truites, la Brine abrite des espèces lacustres qui remontent son cours. On y trouve notamment des perches, des chevaines et autres cyprinidés dans sa partie aval.